# 志水正義
志水 正義（しみず せいぎ、1958年3月4日 - 2018年9月27日）は、日本の俳優。熊本県玉名市出身。本名は同じ表記で、読みは「しみず まさよし」。熊本県立玉名工業高等学校卒業。

## 来歴・人物
熊本県玉名市で出生した。小学校入学時まで病気の影響で歩行することが出来なかった。
1977年に劇団テアトルハカタを設立。100本以上の舞台公演を行う傍ら、九州ローカルCMや映画、テレビドラマなどにも出演。公演の脚本・演出もこなす。
水谷豊の事務所所属俳優兼マネージャーとして上京後、ケイエムシネマ企画所属を経てその後はフリーで、2013年1月より大和プロと業務提携していた。
晩年はNASAアクターズスタジオ講師として後進の指導にあたっていた一方、『相棒』シリーズに大木長十郎役として、小松真琴役演じる久保田龍吉とともに初期作品から参加し、ほぼ全話に何らかの形で出演した。
2018年7月に膵臓がんと診断され、肝臓にも転移していることを公表し、闘病中であったが、同年9月27日に死去。60歳没。
志水が亡くなった後に放映が開始された2019年のNHK大河ドラマ「いだてん〜東京オリムピック噺〜」の熊本ことば指導を担当していたことが公表された。スタッフクレジットにも名前が表示されている。番組公式ツイッターにも主演の中村勘九郎とのツーショットがツイートされている。

## 出演

### 映画
- 突撃!博多愚連隊[6]（1978年、石井岳龍監督） - 主演
- 力道山（2004年、ソン・ヘウン監督） - カメラマン 役
- 容疑者 室井慎次（2005年、君塚良一監督） - 刑務官 役
- 実録心霊シリーズ 撮影現場 心霊ファイル ～劇映画「隙魔」の撮影現場より～（2005年） - ナレーション
- Q（2007年、江面貴亮監督）
- 相棒 -劇場版- 絶体絶命! 42.195km 東京ビッグシティマラソン（2008年） - 大木長十郎刑事 役
- 相棒 -劇場版II- 警視庁占拠! 特命係の一番長い夜（2010年） - 大木長十郎刑事 役
- 相棒シリーズ X DAY（2013年） - 大木長十郎刑事 役
- 相棒 -劇場版III- 巨大密室! 特命係 絶海の孤島へ（2014年） - 大木長十郎刑事 役
- 相棒 -劇場版IV- 首都クライシス 人質は50万人! 特命係 最後の決断（2017年） - 大木長十郎刑事 役

### テレビドラマ
- 火曜サスペンス劇場（日本テレビ）
  - 六月の花嫁3「恋文」（1994年）
  - 地方記者・立花陽介シリーズ（1994年 - 1998年）
  - 女検事・霞夕子6「花を捨てる女」（1995年）
  - わが町7（1996年10月22日） - 本庁刑事 役
  - 転勤判事2、4（1998年）
- 土曜ワイド劇場
  - 探偵事務所シリーズ1〜4（1994年 - 1996年）
  - 相棒・警視庁ふたりだけの特命係（2000年6月3日、2001年1月27日・11月10日）
  - 家政婦は見た!23 「正義派弁護士、おしどり夫婦に衝撃の秘密が、正当防衛、時効、指紋、二人の会話は謎だらけ」（2004年）
- 月曜ドラマスペシャル
  - 演歌・唱太郎の人情事件日誌シリーズ1〜3（1996年 - 1997年）
- 流れ板七人（1997年）
- 金曜エンタテイメント おばさんデカ 桜乙女の事件帖6（1998年） - タクシー運転手 役
- 水曜ミステリー9 密会の宿4 「京都・箱根・鎌倉不倫カップル連続失踪殺人事件」（2005年）- 西本仁（京都「清流館」元板前）
- 相棒シリーズ（2002年 - 2018年） - 大木長十郎 役
  - season1（2002年10月9日 - 12月25日）
  - season2（2003年10月8日 - 2004年3月17日）
  - season3（2004年10月13日 - 2005年3月23日）
  - season4（2005年10月12日 - 2006年3月15日）
  - season5（2006年10月11日 - 2007年3月14日）
  - season6（2007年10月24日 - 2008年3月19日）
  - season7（2008年10月22日 - 2009年3月18日）
  - season8（2009年10月14日 - 2010年3月10日）
  - season9（2010年10月20日 - 2011年3月9日）
  - season10（2011年10月19日 - 2012年3月21日）
  - season11（2012年10月10日 - 2013年3月20日）
  - season12（2013年10月16日 - 2014年3月19日）
  - season13（2014年10月15日 - 2015年3月18日）
  - season14（2015年10月14日 - 2016年3月16日）
  - season15（2016年10月12日 - 2017年3月22日）
  - season16（2017年10月18日 - 2018年3月14日）
  - season17 第1話 - 第3話・第8話（2018年10月17日 - 2018年10月31日・2018年12月5日）
- 行きずりの街（2000年） - ディーラー 役
- ハラハラ刑事シリーズ（2004年 - ） - 桜木刑事
- 炎神戦隊ゴーオンジャー 第32話（2008年） - 黒岩六郎 役
- 神話戦士ギガゼウス（2011年 - ） - 日向弾 役
- 仮面ライダーフォーゼ（2012年、5月） - 神宮敬蔵 役
- ドラマスペシャル 検事の死命（2016年1月17日） - 白石慎太郎 役
- 山本周五郎 時代劇 武士の魂 第三話 菊月夜（2017年）- 重臣 役

### バラエティ
- 探偵!ナイトスクープ（ABC、1996年）
- 秘密のケンミンSHOW（ytv） - 2013年「ケンミンの見抜き方」のバー「Urban Bar 東京人」のマスター役

### 舞台公演
- キューポラのある街
- 妾
- きっと誰かがそばにいてくれる

ほか

### CM
- ヤマト運輸
- アメリカンホームダイレクト
- JR西日本
- 森永乳業
- アサヒビール
- 日本香堂（新盆見舞い編・共演・中村梅雀）

ほか

### ことば指導
- 大河ドラマ いだてん〜東京オリムピック噺〜（NHK、2019年）[5]